# Uroplatus sikorae
Uroplatus sikorae е вид влечуго от семейство Геконови (Gekkonidae).

## Разпространение
Видът е разпространен в Мадагаскар.